# 이수나 (가수)
이수나(본명: 이루디아, 1978년 2월 1일 ~ )은 대한민국의 가수이다.

## 학력
- 상서고등학교 졸업

## 데뷔
- 2009년 1집 앨범 "바빠서"

## 음반
- 2017년 2집 좋아요
- 2009년 1집 바빠서